# Delfine Persoon
Delfine Persoon (Roeselare, 14 januari 1985) is een boksster in het lichtgewicht uit Gits,  West-Vlaanderen. Ze was wereldkampioene voor alle federaties: IBF, WIBF, WIBA, WBA en WBC. Beroepshalve werkt ze bij de Federale politie (coördinatie van de openbare orde en geweldbeheersing tijdens grote evenementen in West-Vlaanderen).

## Biografie
Persoon groeide op als boerendochter in Moorslede. Haar succesvolle judocarrière stopte ze wegens een rugblessure. Daarna begon ze te boksen bij Boxingclub Lichtervelde. In 2008 bokste ze 12 amateurwedstrijden, die ze allemaal won. In 2009 werd ze prof. Sindsdien won ze 44 van haar 46 wedstrijden, waarvan 18 met knock-out.
- Op 5 maart 2011 werd ze in Lichtervelde EBU Europees kampioen na een overwinning op punten tegen de Zwitserse Nicole Boss.
- Op 1 november 2011 verdedigde ze haar EBU Europese titel met winst op punten in Izegem tegen de Franse Myriam Dellal.
- Op 25 februari 2012 behaalde ze de WIBF wereldtitel in Roeselare met technisch knock-out van de Italiaanse Lucia Morelli.
- Op 21 september 2012 behaalde ze de IBF wereldtitel in Antwerpen met technisch knock-out van de Australische Erin McGowan.
- Op 12 januari 2013 verdedigde ze haar WIBF wereldtitel met succes in Sint Truiden tegen de Italiaanse Anita Torti.
- Op 13 december 2013 won ze met technisch KO tegen Lucia Morelli, waardoor ze ook de WIBA wereldtitel in handen kreeg.
- Op 20 april 2014 won ze in Zwevezele het gevecht om de begeerde WBC wereldtitel. Ze won van de Argentijnse Erica Farias op punten en verkreeg daardoor alle wereldtitels.
- Op 11 november 2014 verdedigde ze in Zwevezele haar WBC wereldtitel tegen de Australische Diana Prazak met technisch KO in de negende ronde.
- Eind 2014 werd Persoon winnaar van de Vlaamse Reus en werd ze uitgeroepen tot Female Fighter of the Year.
- Op 25 april 2015 verdedigde ze in het Zwitserse Bern haar WBC wereldtitel tegen de Zwitserse Nicole Boss met technisch KO in de negende ronde. Het was tegen Boss dat Persoon vier jaar eerder haar eerste Europese titel behaalde.[2]
- Eind 2015 werd Persoon sportvrouw van het jaar.[3]
- Op 11 november 2016 versloeg ze de Argentijnse Ruth Stephanie Aquino. Zij werd gediskwalificeerd nadat ze bewust neerging tegen het canvas. Aquino beweerde dat het ging over een elleboogstoot, maar daar was geen sprake van. Voor de vijfde keer verdedigde Persoon haar WBC wereldtitel met succes.
- Op 11 november 2017 haalde ze haar zesde WBC wereldtitel bij de lichtgewichten tijdens het Boksgala in Zwevezele. Ze versloeg de Franse boksster Myriam Dellal op punten, hoewel ze bijna een volledig jaar buiten strijd was geweest na operaties aan beide handen.
- Op 8 december 2018 verdedigde ze haar WBC wereldtitel succesvol voor de achtste keer, na een overwinning tegen de Keniaanse Judy Waguthii.[4]
- Op 1 juni 2019 verloor Persoon het gevecht tegen Katie Taylor in New York.[5]
- Op 11 november 2019 won Persoon de WBA interim titel bij supervedergewichten[6]

## Palmares
- 12 amateurwedstrijden, 12 gewonnen
- 46 profwedstrijden, 44 gewonnen, waarvan 18 met KO[1]
- Belgisch amateurkampioen 2009
- EBU Europees kampioen 2011 en 2012
- WIBF wereldkampioen 2012 en 2013
- IBF wereldkampioen 2012 en 2013
- WIBA wereldkampioen 2013
- WBC wereldkampioen 2014, 2015, 2016, 2017 en 2018
- WBA interim wereldkampioen 2019